# Nemtxa
Nemtxa (en rus: Немча) és un poble de l'óblast de Kursk, a Rússia, segons el cens del 2010 tenia 220 habitants.